# دخان+مرايا (ألبوم موسيقي)
دخان+مرايا (بالإنجليزية: Smoke+Mirrors) هو ثاني ألبوم موسيقي لفرقة بوب روك الأمريكية إماجن دراجونس الذي صدر 17 فبراير 2015 من قبل شركتي التسجيلات الأمريكية أنترسكوب و شركة كيديناكورنر.

## المرجع
1. ↑  "Smoke + Mirrors". Wikipedia (بالإنجليزية). 4 Apr 2025. Archived from the original on 2025-02-07.

## روابط خارجية
- دخان+مرايا على موقع ميتاكريتيك (الإنجليزية)
- دخان+مرايا على موقع أول موفي (الإنجليزية)
- دخان+مرايا على قاعدة بيانات ديسكوغز (الإنجليزية)
- دخان+مرايا على موسوعة ميوزيك برينز (MBRG).

الموقع الرسمي لفرقة إماجن دراجونس.